# Hürriyet Daily News
Hürriyet Daily News, precedentemente Hürriyet Daily News and Economic Review e Turkish Daily News, è il più antico quotidiano in lingua inglese in Turchia, fondato nel 1961. Il giornale è stato acquistato dal Doğan Media Group nel 2001 ed è stato parte del progetto Hürriyet (quotidiano in turco) del 2006; entrambi i giornali sono stati venduti a Demirören Holdings nel 2018.

## Linea editoriale
Hürriyet Daily News ha generalmente assunto una posizione laica e liberale o di centro-sinistra sulla maggior parte delle questioni politiche, in contrasto con l'altro principale quotidiano in lingua inglese della Turchia, il Daily Sabah, che è strettamente allineato con il Partito per la Giustizia e lo Sviluppo di Recep Tayyip Erdoğan. Un altro concorrente conservatore, il Today's Zaman guidato dal movimento Gülen, è stato chiuso dal governo in seguito al tentativo di colpo di stato turco del 2016.
Nel maggio 2018, i nuovi proprietari allineati a Erdoğan hanno nominato un nuovo staff e hanno dichiarato che intendevano gestire il giornale come una voce indipendente e apartitica, in contrasto implicito sia con il suo precedente orientamento secolare che con il Daily Sabah.

## Contenuti e collaboratori
Il giornale pubblica servizi su notizie nazionali, regionali e internazionali, articoli economici e culturali, nonché articoli di opinione di importanti giornalisti e pensatori turchi come Mehmet Ali Birand, Soner Çağaptay, Nuray Mert, Mustafa Akyol, İlhan Tanir, Burak Bekdil, Sedat Ergin, Semih İdiz, e David Judson.